# 伊東祐吏
伊東 祐吏（いとう ゆうじ、1974年 - ）は、日本の文芸評論家、思想史学者。
東京都生まれ。早稲田大学教育学部卒業。2011年名古屋大学大学院文学研究科博士後期課程修了、「丸山眞男の哲学」で博士（文学）。2009年「批評論事始」で群像新人文学賞優秀作。文化学院非常勤講師、法政大学兼任講師などを務める。
中里介山の『大菩薩峠』が単行本と「都新聞」連載とで文章などが違うことを指摘し、都新聞版を再編集して刊行した。

## 著書

### 単行本
- 『戦後論 日本人に戦争をした「当事者意識」はあるのか』平凡社 2010
- 『「大菩薩峠」を都新聞で読む』論創社、2013
- 『無学問のすすめ 自分の頭で考える思想入門』ちくま新書、2015
- 『丸山眞男の敗北』講談社選書メチエ、2016

### 編纂
- 中里介山『大菩薩峠 都新聞版』全9巻、論創社、2014 - 2015